# John Whitgift

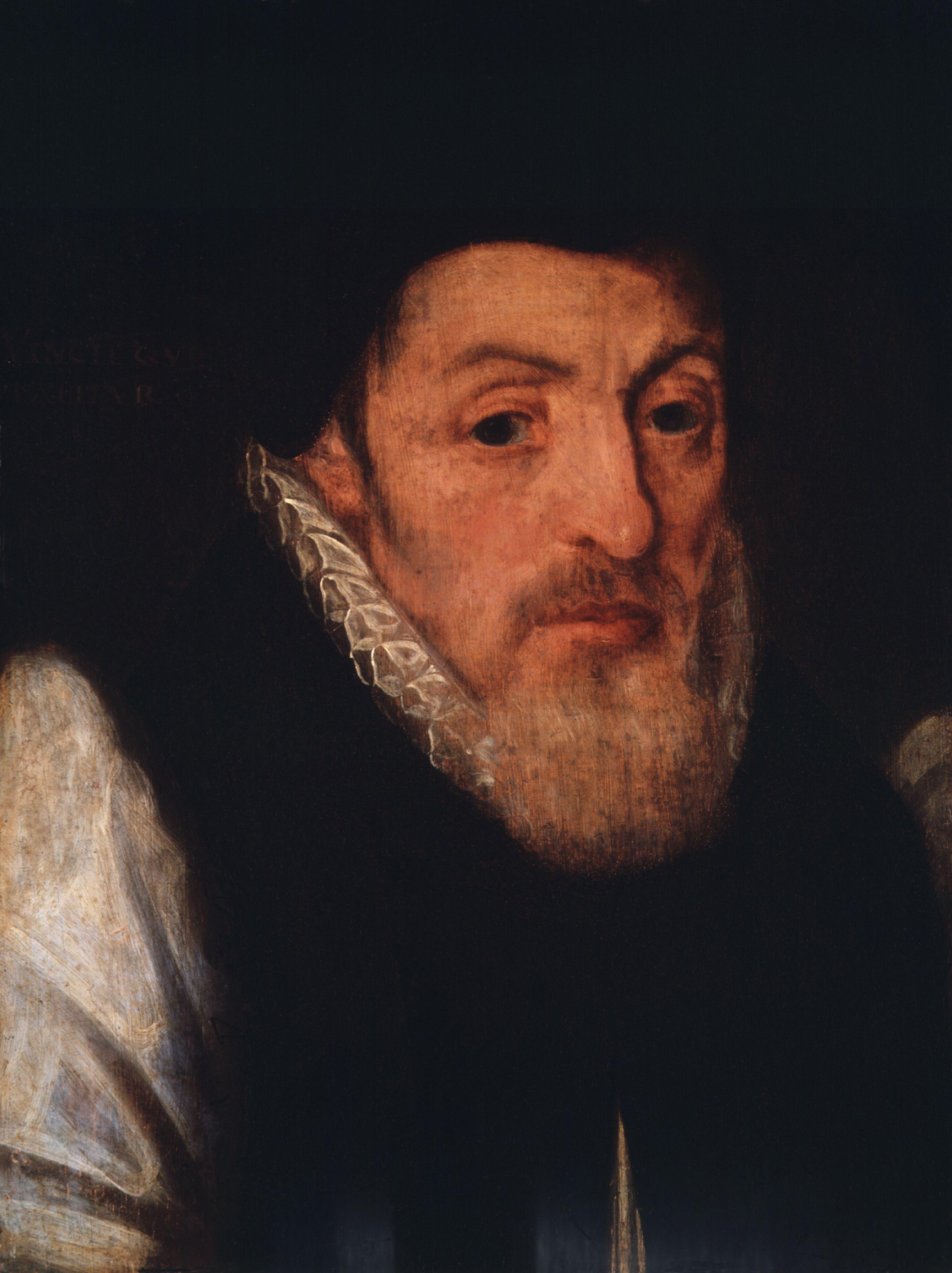
John Whitgift.

John Whitgift , född omkring 1530 i Great Grimsby, död den 29 februari 1604 i Lambeth, var en engelsk ärkebiskop, son till en köpman. 
Whitgift blev 1563 teologie professor i Cambridge, tog verksam del i universitetsstatuterna 1570 och blev kort efteråt vice kansler, 1571 domprost i Lincoln och 1577 biskop av Worcester. 
I läroavseende var han kalvinist, men fasthöll därjämte ivrigt episkopalsystemet. Till sitt väsen avvek han också så långt som möjligt från puritanismen, harmonierade mera med Elisabets renässansanda och ansåg som statsman, att det fordrades en enhetlig anglikansk kyrka för att motstå faran från Rom. 
Så gick han mycket intolerant och hårdhänt fram mot puritanismen lika väl som mot katolikerna, i synnerhet sedan han 1583 blivit ärkebiskop av Canterbury. Redan som professor i Cambridge hade han (1570) medverkat att därifrån fördriva professor Cartwright. 
År 1583 skedde genom Whitgift rekonstruktioner (1583-93) av Höga kommissionen nästan till ett protestantiskt inkvisitionstribunal liksom till en permanent myndighet för kyrklig lag och ordning. Mot honom riktades Martin Marprelate-traktaterna 1588-89. Han fäste vid sig som kaplan Richard Bancroft, stödde Richard Hooker och förberedde så den anglikanska kyrkans fulla utgestaltning.